# Papa a la huancaína
La papa a la huancaína és un plat típic de la cuina del Perú. Consisteix en patates bullides servides sobre fulles d'enciam, olives, i abundantment acampanyades per una salsa feta amb formatge, pebre tendre, galetes salades, llet, oli, sal, i unes poques gotes de suc de llimona. Es menja fred, i se sol presentar com a primer plat o fins i tot com guarnició d'algun altre plat.